# Pfauenwagen
Als Pfauenwagen wird einerseits der mythologische, von zwei Pfauen gezogene Wagen der Göttin Juno bezeichnet, andererseits die Seilbahn-Gondel in Pfauenform in einem Projekt König Ludwigs II. von Bayern.

## Pfauenwagen in Mythologie und Kunst
In der griechischen Götterwelt war der Pfau Attribut und Begleiter der Hera, Gemahlin des Zeus; die Römer haben diese Zuordnung auf Juno, Gattin des Jupiter, übertragen. Auf römischen Münzen wird Juno von einem Pfau begleitet (allerdings erst in der hellenistischen Periode, als der Pfau durch Alexander den Großen in Rom bekannt wurde).
Juno erhielt in der Mythologie schließlich einen Wagen, der von Pfauen gezogen wurde (s. unten bei „Rezeption in der Literatur“).
In der Barockzeit wurde Juno im Pfauenwagen mehrfach von Malern dargestellt. Beispiele:

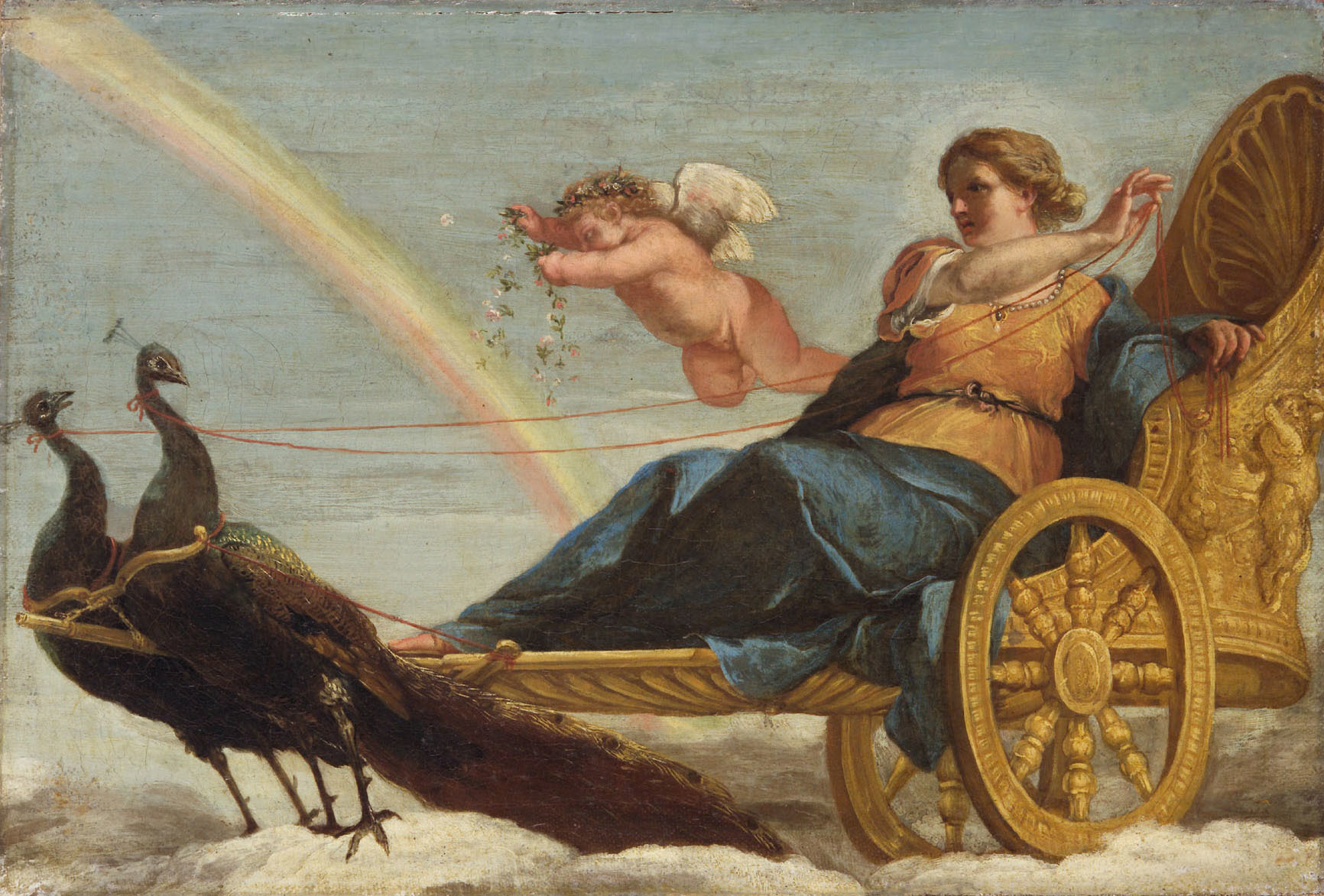
Andrea Sacchi: Juno auf dem Pfauenwagen
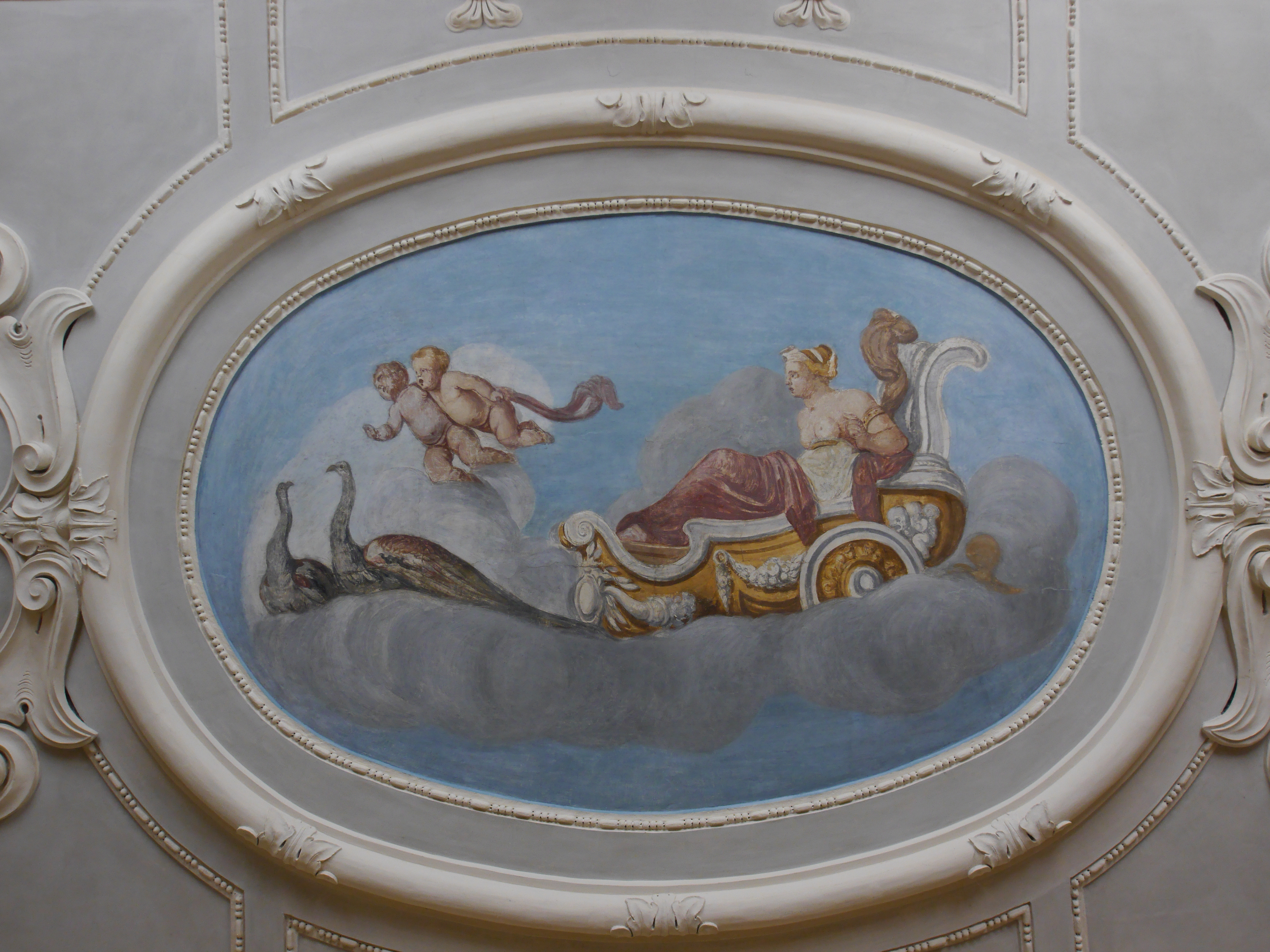
Fresko im Schloss Caputh
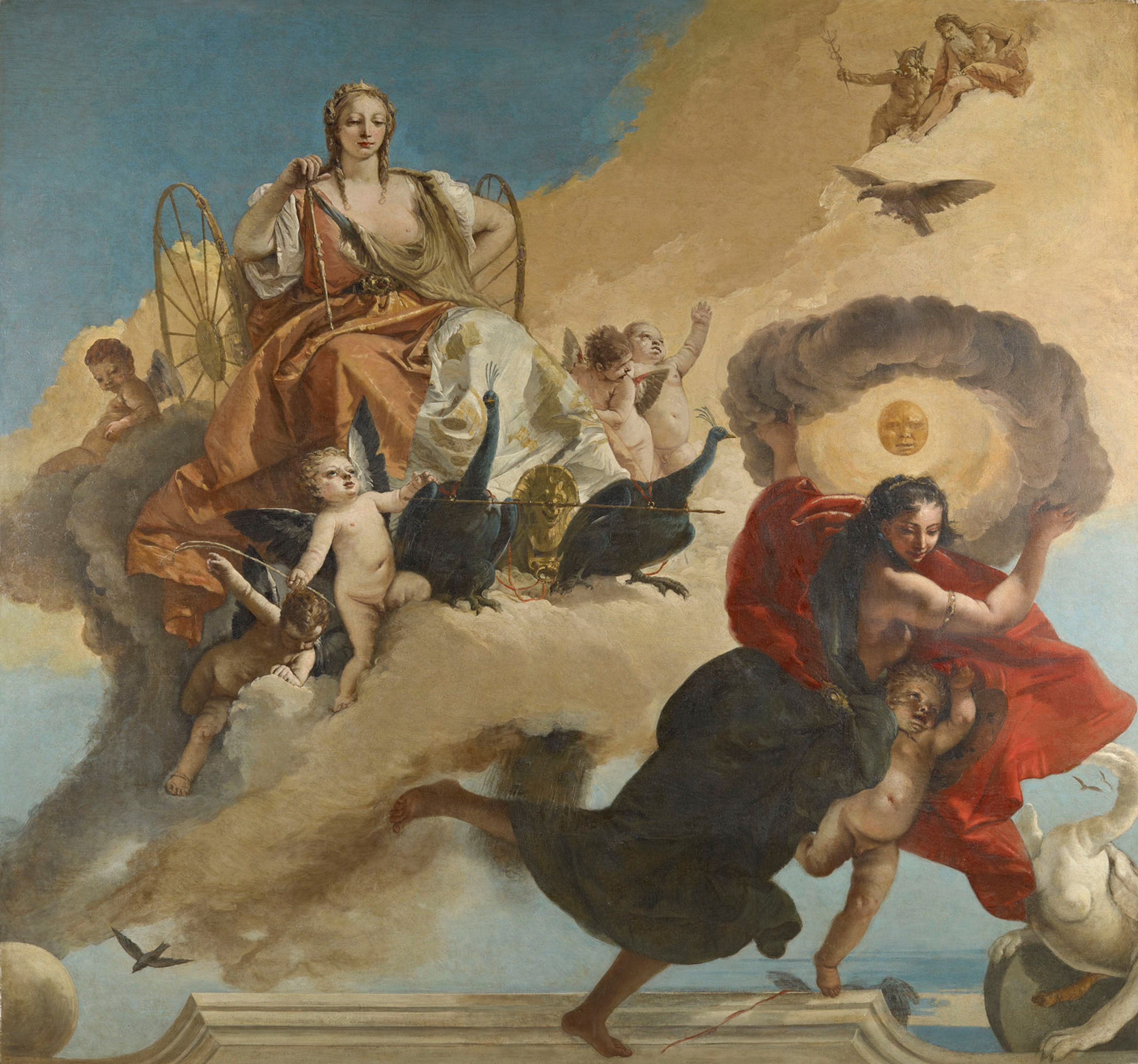
G. B. Tiepolo: Juno und Luna
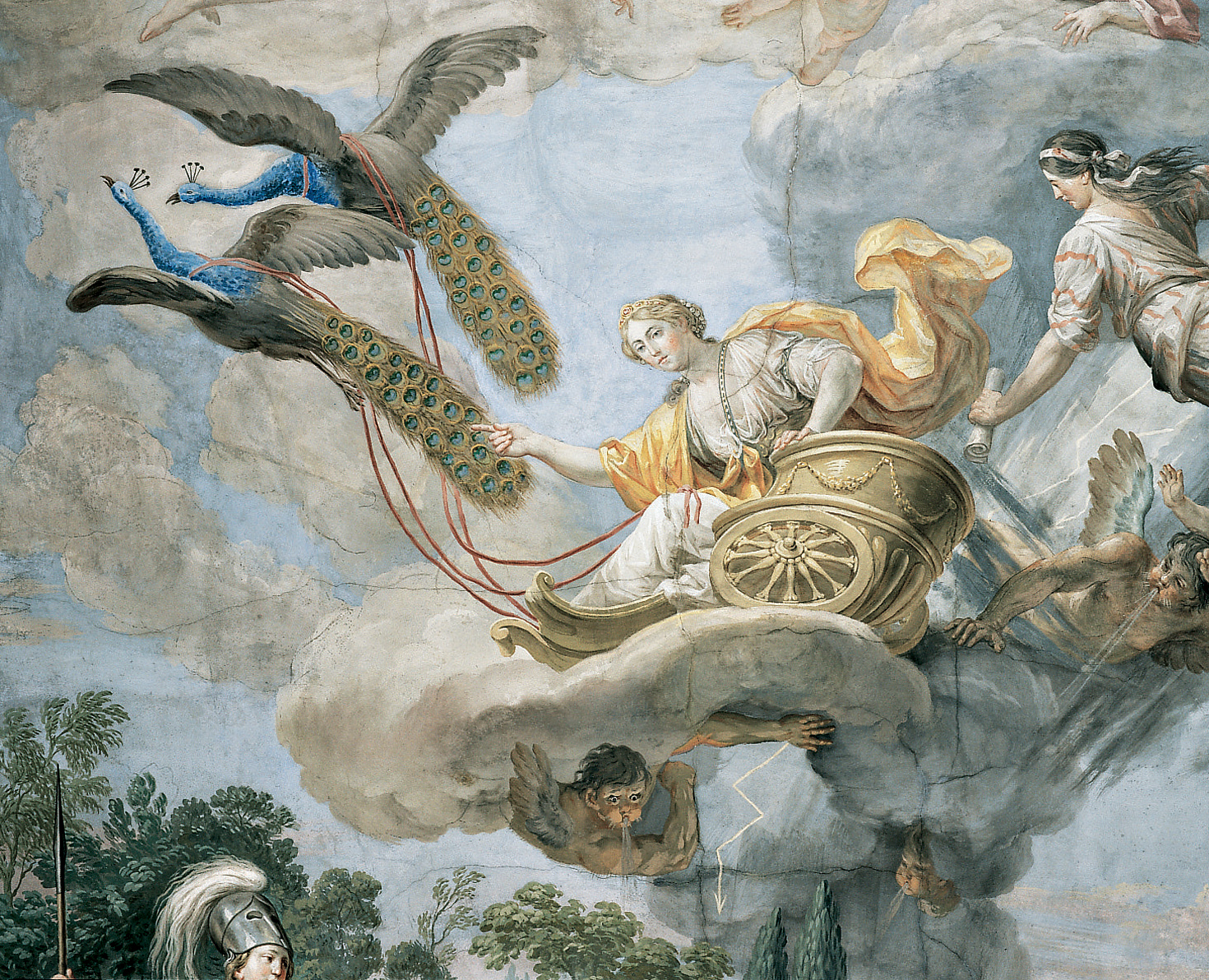
Martin Knoller, Detail von "Urteil des Paris"

- Andrea Sacchi (1599 bis 1664): „Juno auf dem Pfauenwagen“, im Kunsthistorischen Museum, Wien. Das Bild wurde um 1625 gemalt.

- Der Name des Künstlers ist nicht überliefert; er arbeitete im 17. Jahrhundert. Das Bild ist ein Deckenfresko im Schloss Caputh im Kabinett der Kurfürstin Dorothea: „Die Göttin Juno im Pfauenwagen“

- Giovanni Battista Tiepolo (1696 bis  1770): Juno und Luna (Bild von etwa 1735–1749); im Museum of Fine Arts, Houston, Texas.

- Martin Knoller (1725 bis 1804): Urteil des Paris, Deckenfresko im Palais Fugger-Taxis in Innsbruck, gemalt 1785/86. Juno, die beim „Urteil“ verloren hatte, verlässt in ihrem Pfauenwagen „zürnend die Szene“.[Anm. 1]

## Rezeption in der Literatur
- In Ovids Metamorphosen[1] heißt es in Buch II, Vers 531:

„.. in wendigem Wagen durchzieht Saturnia den klaren Äther mit ihrem bunten Pfauengespann.“ (Saturnia ist ein Beiname der Juno, als Tochter des Saturn).
- Das Deutsche Wörterbuch[Anm. 2] der Brüder Grimm kennt den Begriff des Pfauenwagens:

PFAUENWAGEN, m. der mit einem pfauenpaare bespannte wagen Junos. GERSTENBERG 2, 203. SCHILLER 3, 313a.
Damit wird verwiesen auf
- Joh. Wilhelm von Gerstenberg, Sämtliche poetische Schriften, 1.Theil[2].  Dort gibt es in „Die Hochzeit der Venus und des Bacchus“ einen „prächtigen Aufzug“, den Jupiter eröffnet ... „ihm zur Seite fährt Juno  fürstlich daher auf dem Pfauenwagen“.

- Friedrich Schiller (1759 bis 1805): Er schrieb 1781 Semele, „eine lyrische Operette von zwo Scenen“ – noch eine Art Jugendwerk; Schiller distanzierte sich später davon. Das Werk[3] beruht auf Ovids Metamorphosen, Buch III, Verse 251 – 315, wo aber der Pfauenwagen nicht erwähnt wird.

In der ersten „Scene“ der „Operette“, „im königlichen Palast zu Thebe[n]“, ist Juno gerade angekommen; ihr Pfauenwagen ist hinter Wolken „halb sichtbar“. Juno sendet ihn erst einmal weg:

„Hinweg den geflügelten Wagen
Pfauen Junos! Erwartet mich
Auf Zythärons wolkichtem Gipfel!“
(„Zythäron“ ist das Kithairon-Gebirge in Griechenland).

## Das Pfauenwagen-Projekt König Ludwigs II.

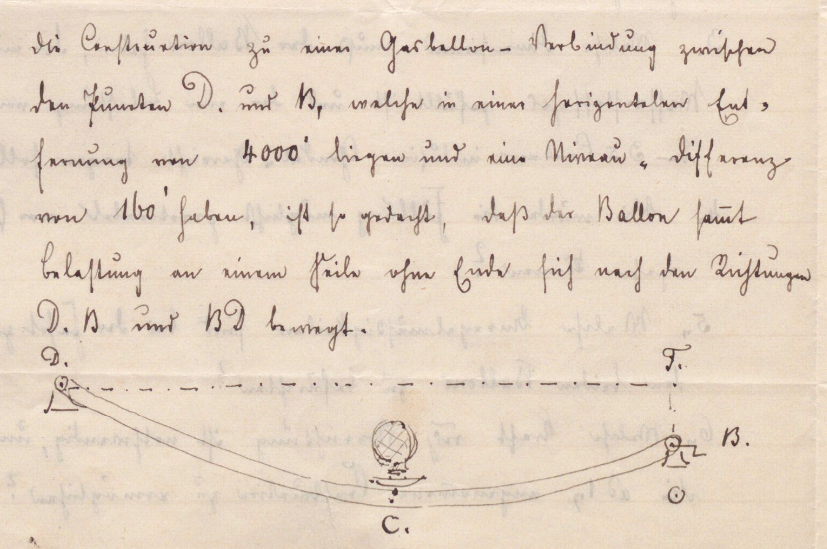
Skizze zur Pfauenbahn aus dem Gutachten Georg Dollmanns

Der bayerische König Ludwig II. (König von 1864 bis 1886) hatte viel Sinn für fabelhafte Projekte, die eigentlich nur ihm selbst dienen sollten und die allenfalls mit damals modernster Technik (auch Elektrotechnik) realisiert werden konnten. Dazu gehörte die Venusgrotte bei Schloss Linderhof.
Inspiriert durch einen Pfauenwagen, der in einer Münchner Inszenierung der Oper „Oberon“ erschien, kam Ludwig im Jahre 1869 auf die Idee, vom Schloss Hohenschwangau auf einer Strecke von 1240 m über den Alpsee zur „Sperbersau“, dem „beliebten Badeplatz der königlichen Familie“, zu fliegen, und zwar mit einem lenkbaren Luftschiff. Darüber korrespondierte er mit dem Bühnentechniker Fritz Brandt dem Älteren.

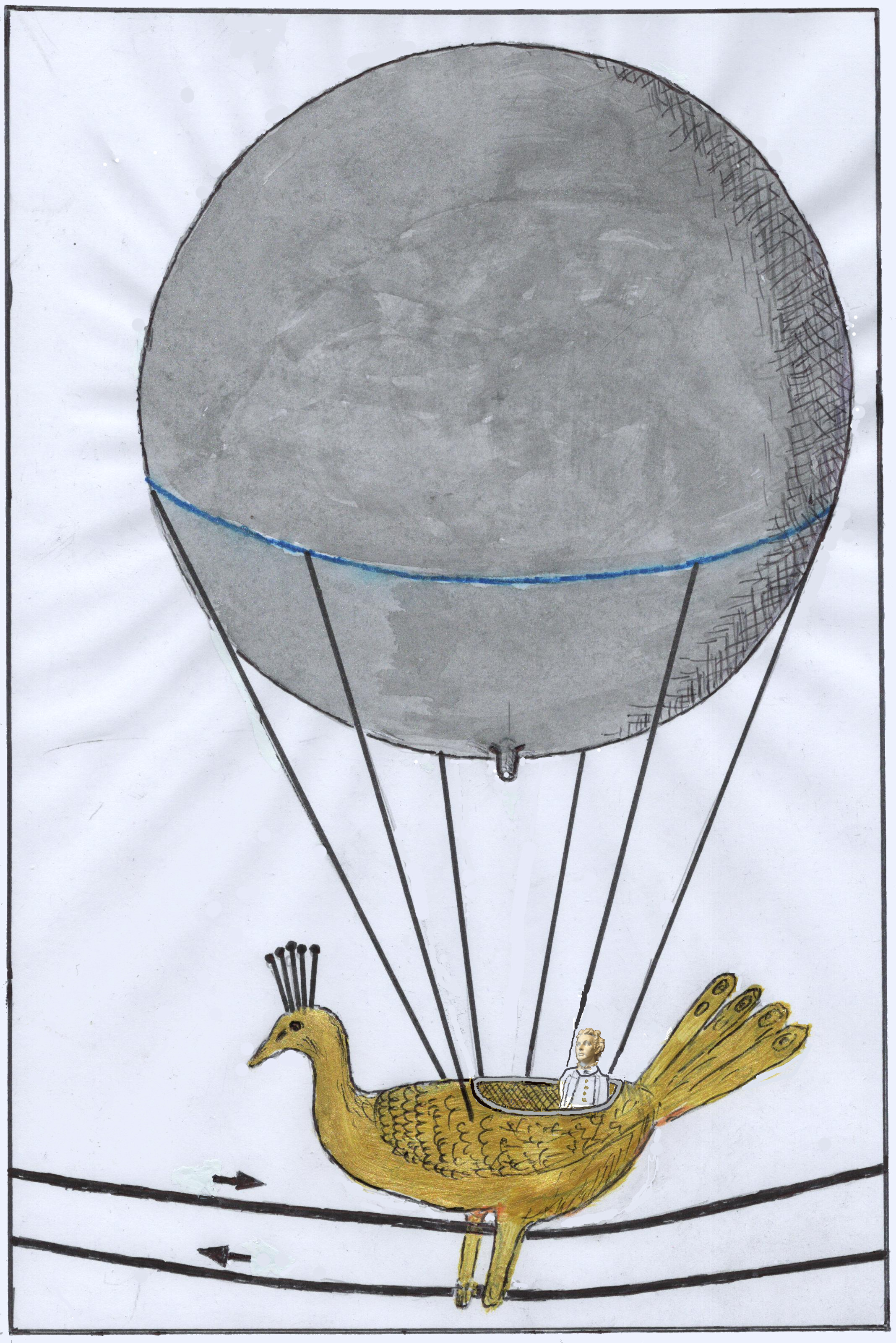
So etwa stellte sich Ludwig II. seine Pfauenwagen-Bahn vor

Er beantragte Brandt mit dieser Aufgabe, der sie jedoch nicht umsetzen konnte. Stattdessen entwickelte Brandt die Idee der Konstruktion einer Luftseilbahn; an dem 4000 Fuß (1168 m) langen Seil sollte eine Gondel in Pfauenform (die Ludwig als „Pfauenwagen“ bezeichnete) über den See gezogen werden. Angetrieben werden sollte das "endlose" (d. h. umlaufende) Seil durch eine Dampfmaschine auf einer Plattform auf einer Terrasse des Schlosses Hohenschwangau oder in der Sperbersau. Damit das Seil nicht zu weit durchhängt, war ein Gasballon vorgesehen, der mit Wasserstoff gefüllt sein sollte; dieser Ballon sollte mit der „Gondel“ verbunden sein, so dass sie angehoben würde. Ludwig korrespondierte mit weiteren Fachleuten. Der Architekt Georg Dollmann teilte dem König schließlich in einem ausführlichen Gutachten (siehe Weblinks) mit, dass ein Stahlseil schon bei einer Länge von 1600 Fuß (467,2 m) auch ohne weitere Belastung reißen würde. Somit war das Projekt nicht zu verwirklichen.

## Nachklang
Ludwigs Affinität zum Pfau fand in den 1870er Jahren eine gewisse Befriedigung durch den Bau des Maurischen Kiosks im Park von Schloss Linderhof mit seinem luxuriösen Pfauenthron.
Aber im Gutachten vom 6. Juni 1886 von Bernhard von Gudden und anderen (vgl. auch Weblinks) über den Geisteszustand König Ludwigs II., das zur Entmündigung des Königs führte, heißt es:

„… In das Gebiet überwuchernder und die Schranken der Wirklichkeit und Möglichkeit ganz außer Acht lassender Phantasie würde denn auch, wie so vieles Andere, ... der geäußerte lebhafte Wunsch Seiner Majestät zu verweisen sein, ... in einem von Pfauen gezogenen Wagen durch die Luft zu fliegen, der dem Maschinenmeister Brand[t] ertheilte Allerhöchste Auftrag, eine Flugmaschine zu Fahrten über den Alpsee bei Hohenschwangau anzufertigen ...“

## Jean Louis Schlims Beschreibung des Pfauenwagen-Projekts
Der Ludwig-II.-Experte Jean Louis Schlim hat sich eingehend mit den technischen Projekten des Königs befasst und hat in seinem Buch
Ludwigs Traum vom Fliegen und andere bayerische Flugfantasien, München 2018, die Planung der Pfauengondel-Seilbahn beschrieben und dazu auch die ganze einschlägige Korrespondenz Ludwigs zitiert.

## Die Computer-Simulation
Gerhard Hirzinger hat mit dem Virtual-Reality-(VR)-Spezialisten Jürgen Dudowits in den 2000er Jahren eine Computer-Visualisierung erarbeitet, die den Pfauenwagen und seine gedachte Fahrt über den Alpsee nachstellt, und auch die Dampfmaschine zeigt, die das Seil antreiben sollte. Diese Veranschaulichung wurde zuerst bei der Bayerischen Landesausstellung „Götterdämmerung: König Ludwig II. und seine Zeit“ im Jahre 2011 im Neuen Schloss Herrenchiemsee gezeigt, dann im „Festspielhaus Neuschwanstein“ am Forggensee bei Füssen sowie weiterhin im Museum der bayerischen Könige in Hohenschwangau, ganz nahe beim Alpsee.